# Santuario de aves de Silanche
El Santuario de Aves de Río Silanche es un área protegida de Ecuador, ubicada en el cantón Santo Domingo dentro de la provincia del mismo nombre. Es uno de los últimos remanentes del Bosque Lluvioso Tropical del Chocó en la región. Esta reserva natural que se halla en el río Silanche, está ubicada a 3 horas de la ciudad de Quito, a 7 kilómetros de la vía Calacalí – La Independencia en el km 127. 
Su ubicación se extiende entre los 350 y los 480 m s. n. m., e incluye franjas de Bosque Primario, Bosque Secundario y espacios de cultivos agroforestales. Es especialmente importante por la gran afluencia de aves, que solamente se verían desde la parte norte del país, y que son endémicas de la región del Chocó.
Está adecuada para la visita turística, por lo que desde 2005 se cuenta con varios senderos al interior del Santuario y una torre de observación de 15 metros de altura para lograr visualizar aves que suelen reposar en la copa de los árboles. Es manejada por Mindo Cloud Forest, organización privada dedicada a la conservación y a la restauración del hábitat natural de las aves de la zona andina de Ecuador.